# Osso lacrimale
L'osso lacrimale è il più piccolo osso dello splancnocranio, pari e simmetrico. È molto sottile e presenta forma quadrangolare.
Contribuisce alla formazione della parete mediale dell'orbita oculare, essendo posto dietro al processo frontale dell'osso mascellare, davanti alla lamina orbitaria dell'etmoide, sotto all'osso frontale e sopra al corpo dell'osso mascellare. 
Si articola con quattro ossa: due del neurocranio, il frontale e l'etmoide; e due dello splancnocranio, la mascella e il cornetto nasale inferiore.
Su di esso si individuano due facce e quattro margini.

## Aspetto

### Facce

#### Laterale o orbitale
La faccia laterale, o orbitale, è suddivisa da un rilievo verticale, la cresta lacrimale posteriore, in due parti.
Davanti a tale cresta è presente un solco longitudinale, il solco lacrimale, il cui margine interno si unisce con il processo frontale dell'osso mascellare, completando la fossetta lacrimale. La parte più alta di questa fossa accoglie il sacco lacrimale, la parte inferiore il dotto naso-lacrimale.
La porzione dietro alla cresta è liscia e costituisce una parte della parete mediale dell'orbita.
La cresta, con una parte della superficie orbitaria immediatamente posteriore ad essa, dà origine alla porzione lacrimale del muscolo orbicolare dell'occhio e termina in basso con un piccolo processo, l'uncino lacrimale, che si articola con il tubercolo lacrimale dell'osso mascellare e completa l'orifizio superiore del canale nasolacrimale. L'uncino, talvolta, esiste come frammento a sé, ed è chiamato pertanto osso lacrimale minore.

#### Mediale o nasale
La faccia mediale, o nasale, presenta un solco longitudinale, che corrisponde alla cresta della faccia orbitaria. L'area posta anteriormente ad essa costituisce parte del meato nasale intermedio; quella posteriormente si articola con l'etmoide e va a completare alcune delle cellette etmoidali anteriori.

### Margini
Dei quattro margini:
- l'anteriore si articola con il processo frontale dell'osso mascellare;
- il posteriore con la lamina papiracea dell'etmoide;
- il superiore con l'osso frontale;
- l'inferiore è diviso dal tratto inferiore della cresta lacrimale posteriore in due parti:
  - la parte postero-inferiore si articola con la lamina orbitaria del mascellare;
  - la parte antero-inferiore si prolunga in basso come processo discendente, che si articola con il processo lacrimale del cornetto nasale inferiore e contribuisce a formare il canale per il dotto nasolacrimale.

miniatura

## Ossificazione
L'osso lacrimale ha origine membranosa e si ossifica da un singolo centro, che appare attorno alla dodicesima settimana di sviluppo embrionale, all'interno della membrana che ricopre la capsula nasale cartilaginea.

## Ulteriori immagini

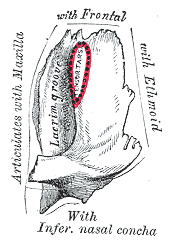
Osso lacrimale di sinistra, superficie orbitaria ingrandita.
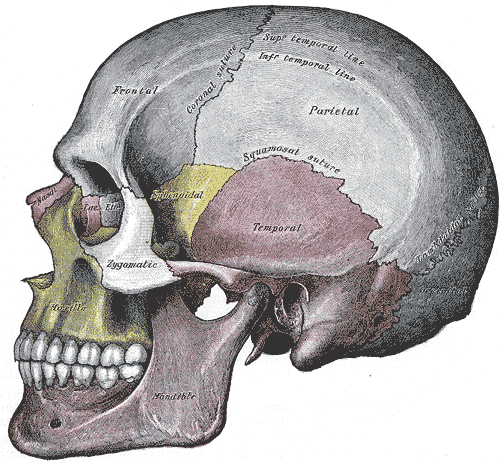
Vista laterale del cranio.
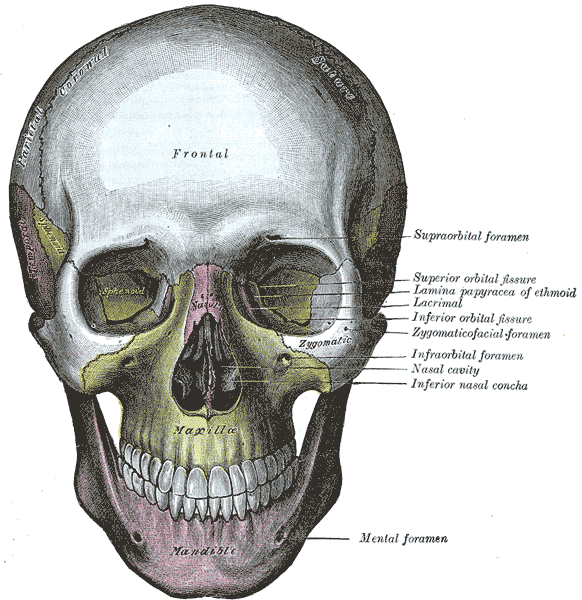
Vista frontale del cranio
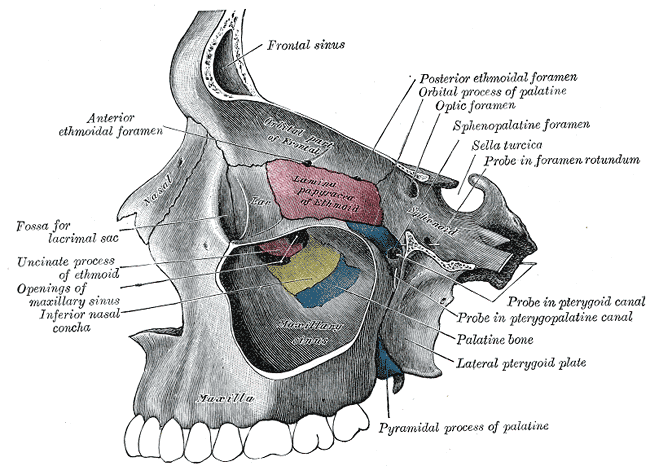
Parete mediale dell'orbita di sinistra.
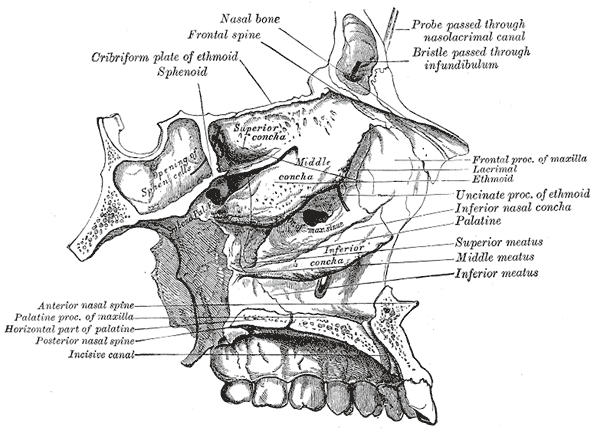
Tetto, pavimento e parete laterale della cavità nasale sinistra.

## Negli altri animali
Nei primi Sarcopterigi e nei Tetrapodi ancestrali, l'osso lacrimale è un osso relativamente grosso e robusto, che si estende dall'orbita alle narici. Costituisce parte della parete laterale della faccia, tra le ossa nasali e la mascella. Nelle forme primitive, è spesso accompagnato da un osso molto più piccolo (septomaxilla), situato subito posteriormente all'apertura nasale, ma esso scompare nelle specie più moderne. L'osso lacrimale è spesso più piccolo nei vertebrati viventi, e non è più direttamente associato con l'apertura nasale, sebbene mantenga la sua connessione con l'orbita. L'osso è completamente assente negli anfibi ora viventi, così come in alcune specie di rettili.